# Montpedrós (Masarac)
La Montpedrós és una serra situada entre els municipis de Masarac i de Peralada a la comarca de l'Alt Empordà, amb una elevació màxima de 103 metres.
La mateix serra conté en el seu extrem sud, un cim homònim de 91 metres d'altitud.